# Elektrofil
Elektrofil (czynnik elektrofilowy) – cząsteczka lub grupa, w której występuje niedomiar elektronów i w odpowiednich warunkach jest w stanie je przyjąć, czyli być ich akceptorem.
Elektrofilami są wszystkie kwasy, zarówno zgodne z definicją Brønsteda, jak i Lewisa. Oprócz tego mogą to być także cząsteczki, które nie wykazują żadnych właściwości kwasowych, lecz tylko mają "zwykły" deficyt elektronów – pojęcie elektrofila jest więc szersze od pojęcia kwasu.
W odróżnieniu od kwasów, które można uszeregować według ich "mocy", elektrofile dzieli się raczej na "twarde" i "miękkie".
Twardy elektrofil to cząsteczka mała, zwarta i o bardzo skoncentrowanym "centrum elektrofilowości" – czyli jednym konkretnym miejscu w cząsteczce, które jest szczególnie skłonne przyjmować elektrony. Przykłady twardych elektrofili to: H+, K+, AlCl3.
Miękki elektrofil to na odwrót cząsteczka duża, z rozmytym "centrum elektrofilowości" – czyli brakiem jednego konkretnego miejsca, które jest szczególnie skłonne przyjmować elektrony. Przykłady miękkich elektrofili to: Br+, Ag+, BH3.